# Apiocera similis
Apiocera similis är en tvåvingeart som beskrevs av Paramonov 1953. Apiocera similis ingår i släktet Apiocera och familjen Apioceridae. Inga underarter finns listade i Catalogue of Life.